# می‌خواهمت
«می‌خواهمت» (به انگلیسی: I Want You) ترانه‌ای از هنرمند اهل ایالات متحده آمریکا باب دیلن است که سال ۱۹۶۶ میلادی ابتدا به‌عنوان تک‌آهنگ و سپس در آلبوم «بلوند بر بلوند» منتشر شد و در رتبهٔ ۹۰ از جدول ۱۰۰ آهنگ داغ بیلبورد جای گرفت.
هنرمندان زیادی این ترانه را بازخوانی کرده‌اند. خود دیلن نیز دو بار به ترانه بازگشت؛ یک‌بار در تور سال ۱۹۷۸ که اجرایی آهسته و تصنیف‌مانند از ترانه ارائه داد که در آلبوم «باب دیلن در بودوکان» (۱۹۷۹) منتشر شد، و دیگر، اجرایی که سال ۱۹۸۷ در تور مشترک با گروه گریت‌فول‌دد انجام داد و در آلبوم «دیلن و دد» (۱۹۸۹) عرضه شد.